# ريتشارد من دير القديس فيكتور
ريتشارد من دير القديس فيكتور (المتوفى في عام 1173) هو فيلسوف وعالم لاهوتي أسكتلندي من العصور الوسطى وواحد من أبرز المفكرين الدينيين في عصره وأكثرهم تأثيرًا. باعتباره أحد الرهبان الكنسيين المواظبين، كان ريتشارد عالمًا بارزًا في اللاهوتية الصوفية، وشغل منصب رئيس دير القديس فيكتور الأوغسطيني الشهير في باريس منذ عام 1162 حتى وفاته في عام 1173.

## حياته
تُعد المعلومات الموجودة حول نشأة ريتشارد من دير القديس فيكتور وأصوله قليلة للغاية. كتب جون تولوز نبذة قصيرة عن ريتشارد في القرن السابع عشر. أفاد جون تولوز أن ريتشارد قادم من اسكتلندا. أشار جون إلى استقبال ريتشارد في دير القديس فيكتور من قبل رئيس الدير غيلدوين (1114–1155)، بالإضافة إلى أنه كان طالبًا تحت يد هيو من دير القديس فيكتور، الذي يمثل المعلم الأكثر تأثيرًا بين جميع المعلمين الفيكتوريين (ما يشير بدوره إلى دخول ريتشارد هذا المجتمع قبل وفاة هيو في عام 1141). لا تلقى هذه الرواية حول حياة ريتشارد المبكرة القبول بواسطة جميع العلماء المعاصرين، مع ذلك، اقترح البعض دخول ريتشارد الدير بعد وفاة هيو في عام 1141.
على الرغم من ذلك، يتفق جميع العلماء على إمكانية اعتبار ريتشارد معلمًا في الدير خلال خمسينيات القرن الحادي عشر، إذ حصل بعد ذلك على ترقية إلى منصب رئيس الدير الفرعي في عام 1159 (وفقًا لما ذُكر في وثيقة مكتشفة في الدير). خدم ريتشارد تحت يد إيرنيسيوس، الذي انتُخب لخلافة آتشارد من دير القديس فيكتور، إلا أنه لم يستحق هذا المنصب. كانت حياة ريتشارد بعد ذلك مثقلة بالإحباطات الناجمة عن عمله تحت يد رجل عديم الكفاءة وغير مناسب لمسؤولياته. أهدر إيرنيسيوس موارد الدير على مشاريع البناء الطموحة للغاية ولجأ إلى اضطهاد أولئك ممن حاولوا معارضته. تمكن ريتشارد من الحفاظ على منصبه لكن أصبح نفوذه داخل الدير مقيدًا للغاية. سرعان ما أصبحت الأمور غير محتملة ليرسل ريتشارد مناشدة إلى البابا، الذي زار على إثره دير القديس فيكتور في عام 1162. بعد كثير من المعاملات، طُرد إيرنيسيوس من منصبه وتلقى ريتشارد الثناء من البابا على تدخله المستمر في هذه المسألة. تفيد الرسائل المكتوبة من إنجلترا إلى ريتشارد بأنه كان على تواصل دائم مع الشؤون الإنجليزية ما يعطي دليلًا هامًا على الطابع العالمي للحياة الفكرية في ذلك الوقت.
حصل ريتشارد بعد ذلك على ترقية ليتولى منصب رئيس الدير في عام 1162، إذ بقي في منصبه هذا حتى وفاته في 10 مارس 1173.